# Tek Sing (schip)
De Tek Sing was een grote zeegaande Chinese driemaster die gezonken is op 6 februari 1822. De jonk ging ten onder op het Belvedere Reef in de Zuid-Chinese zee, het deel dat ook bekend staat als de Straat Gaspar. Van de bemanning van pakweg 200 personen en zo’n 1600 passagiers aan boord lieten ongeveer 1400 personen bij dit drama het leven. Daarom wordt er weleens naar de Tek Sing verwezen als de "Titanic van het Oosten".

## Het drama
De Tek Sing zette koers van de haven van Amoy, beter bekend als Xiamen in Fujian, Volksrepubliek China, naar Batavia, Nederlands-Indië, tegenwoordig Jakarta, Indonesië, met een grote lading porselein en 1600 Chinese immigranten. Na een maand varen besloot de kapitein, Io Tauko, om een kortere weg te nemen via de Straat Gaspar tussen de Bangka-Belitung eilanden en liep vast op het rif. Daar zonk het zeilschip zo’n 30 meter onder het wateroppervlak.
De volgende ochtend, op 7 februari, passeerde langs de Straat Gaspar een Engels spiegelretourschip met James Pearl als kapitein. Dit schip was onderweg van Indonesië naar Borneo. Ze troffen een hoop afval van de Tek Sing en een groot aantal overlevenden. Dit Engelse schip slaagde erin zo'n 190 overlevenden te redden. Achttien anderen werden gered door de Wangkang, een klein Chinees zeilschip dat onder leiding was van kapitein Jalang Lima. Dit schip voer samen op met de Tek Sing maar had de riffen vermeden.

## De vondst van het wrak
Op 12 mei 1999 vond de Britse berger Michael Hatcher het wrak van de Tek Sing in de Zuid-Chinese Zee ten noorden van Java, ten oosten van Sumatra en ten zuiden van Singapore. De bemanning viste ongeveer 350.000 stukken porselein op, afkomstig van de lading van de Tek Sing. Dit werd beschouwd als de grootste gezonken vondst van Chinese porselein ooit. Ook werden er menselijke resten gevonden die de bemanning van Hatcher ongeroerd liet, de meeste leden van de bemanning waren immers Indonesiërs en Chinezen die geloofden dat het ongeluk bracht wanneer je de doden stoort in hun slaap.
De opgeviste lading werd in november 2000 geveild in Stuttgart, Duitsland.